# بويرتو بيراميديس

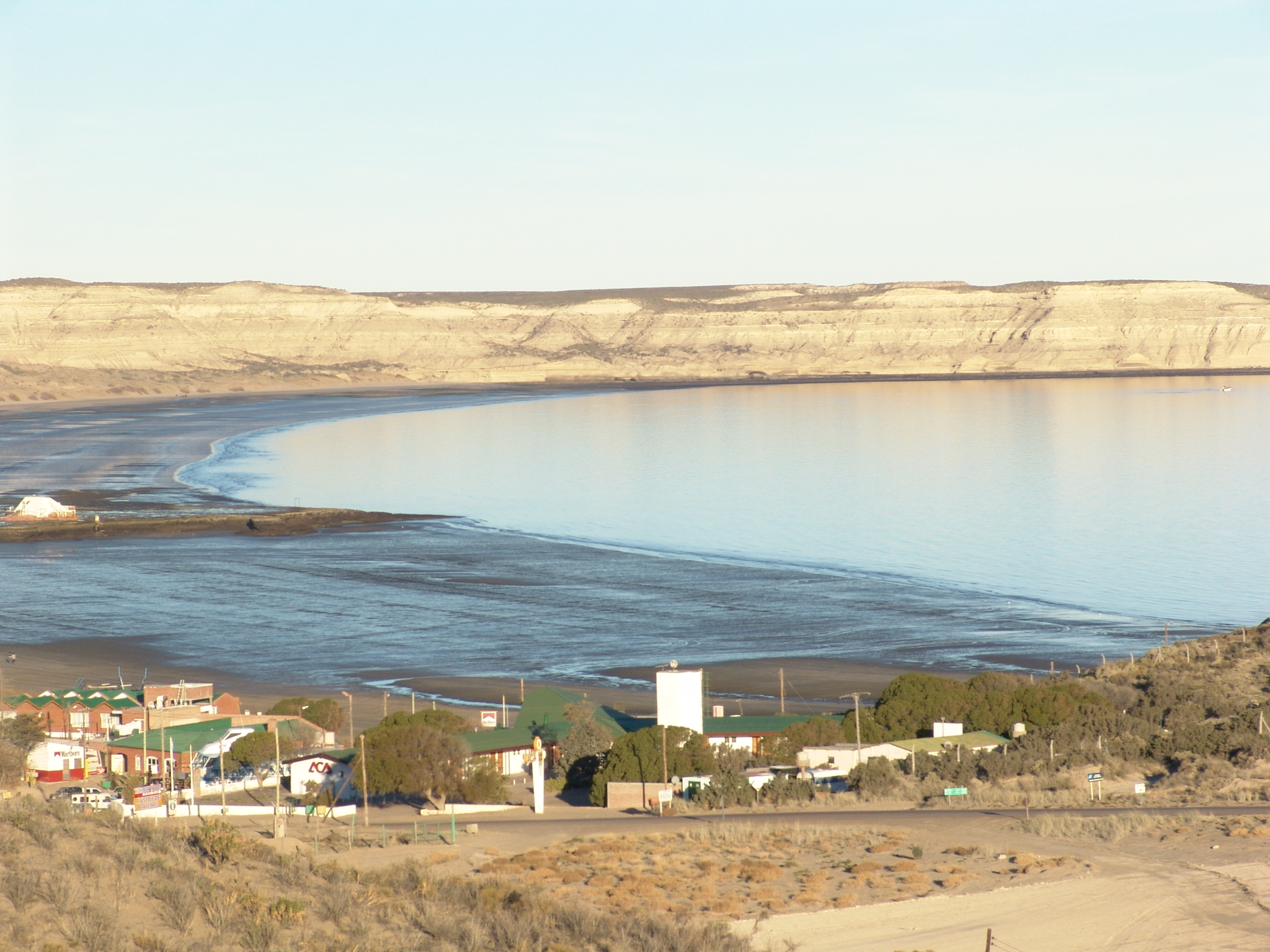
بويرتو بيراميديس تطل على خليج غولفو نويفو

بويرتو بيراميديس (بالإسبانية: Puerto Pirámides)‏ هي بلدة صغيرة تقع بلدية بييدما في مقاطعة تشوبوت في الأرجنتين.